# هارولد بلير
هارولد بلير (بالإنجليزية: Harold Blair)‏ هو مغني أسترالي، ولد في 13 سبتمبر 1924 في Cherbourg, Queensland ‏ في أستراليا، وتوفي في 21 مايو 1976.